# 絕夜逢生
《絕夜逢生》（英語：Into the Night）是一部2020年的比利時末日幻想劇，由寶蓮·艾特妮、斯蒂法諾·卡塞蒂和羅宏嘉·貝路多主演，改編自波蘭作家傑西克·杜卡的科幻小說《老蠑螈》。第一季於2020年5月1日在Netflix上架，是第一部由比利時方面製作的Netflix原創劇集。Netflix在2020年7月1日宣布將拍攝第2季，並於2021年9月8日上架。

## 劇情背景
特雷佐少校（斯蒂法諾·卡塞蒂飾）劫持了一艘由布魯塞爾出發的航班，但他只要求機師一直向西飛行。原來太陽的光線受伽馬射線暴的影響變得致命，只有避開太陽一直留在黑夜才能生存，航班上的乘客亦成為了少數倖存的人類。機長馬修（羅宏嘉·貝路多飾）和冷靜聰明的前空軍席妮（寶蓮·艾特妮飾）必須面臨種種問題，以帶領倖存者們在黑夜中活下去。

## 演員表

### 21號航班乘客
- 席妮·杜布瓦（Sylvie Dubois；寶蓮·艾特妮飾，第1-2季主演）

前空軍直升機師，因同為軍人的男友病逝而走不出傷痛，打算將男友的骨灰帶到莫斯科安葬後自殺。在特雷佐劫機時因有飛行經驗而被迫作為副機師駕駛飛機往黑夜飛行，並在馬修昏厥後潛而默化地成為了眾人的領袖，一心尋死的她諷刺地成為了帶領眾人生存的希望。於第5集一度打算放棄並回到布魯塞爾的家等死，幸得雅各開解亦終於放下心結，趕回機場繼續帶領大家。
- 特雷佐·加洛（Terenzio Gallo；斯蒂法諾·卡塞蒂（法语：Stefano Cassetti）飾，第1季主演，第2季客串， 死亡 ）

北約少校，因偷聽到北約成員國元首開會的內容而得知太陽即將毀滅地球，並匆忙到布魯塞爾機場劫機試圖一直向西飛行避開太陽。於第5集因試圖殺害阿亞兹而與眾人關係破裂，於第6集打算贖罪自願留下為阿亞兹等人的吉普車開門，卻遭不信任他的席妮用手銬鎖在閘門旁。因阿亞兹等人從另一邊進入基地而沒人替其解鎖，最終在日出時遭日光照射身亡。
- 馬修·杜埃克（Mathieu Douek；羅宏嘉·貝路多（英语：Laurent Capelluto）飾，第1-2季主演）

副機長，劫機後擔任機長，故事初期團隊的領袖。於第1集被特雷佐劫機時槍傷左手，後於第4集因傷口發炎加上壓力過大而昏厥，於第5集在布魯塞爾醫院內接受手術才恢復，並於同集結尾重新擔任機長。
- 阿亞茲·科班貝（Ayaz Kobanbay；穆罕默德·庫爾圖盧斯（英语：Mehmet Kurtuluş）飾，第1-2季主演）

自稱土耳其商人，實為黑幫領袖，身手不凡，而且非常愛國，打算將戰爭中散落到歐洲的土耳其寶石走私回國並捐到博物館。於第3集被揭發剖開了納比爾的腹部取出寶石一度令眾人十分害怕其，但在第4集拯救了呼吸困難的多明尼克後與眾人冰釋前嫌。於第5集險被特雷佐殺害，其頑強地爬出了北約大樓更自行駕車回機場，最終趕上飛機，但其被特雷佐重擊的頭部於第6集突然感到疼痛暈眩，無法操縱當時正在駕駛前往基地的吉普車，撞上了旁邊的一棵樹上。
- 伊內斯·梅蘭妮·里奇（Ines Mélanie Ricci；雅柏·貝露琪飾，第1-2季主演）

美女網紅，在歐洲略有名氣，為人多愁善感。與特雷佐和瑞克不和，多次與二人針鋒相對，負責清點飛機的物資。於第3集窗戶爆開時站在通道上的她走避不及而倒地昏厥，同集甦醒。
- 理查德“瑞克”默滕斯（Richard "Rik" Mertens；簡·比耶佛（法语：Jan Bijvoet）飾，第1-2季主演， 死亡 ）

保安員，打算前往莫斯科探望網上認識的女友，實為騙案。辦事謹慎但缺乏責任感，於第3集到洗手間整理髮型時馬修囑咐他時刻留意住的窗戶爆開，幸得雅各及時封住。故事初期為了權力而靠攏特雷佐，但於第5集良心發現向眾人指證了特雷佐殺害了阿亞兹。
- 雅各·基斯洛夫斯基（Jakub Kieslowski；卡薩里·斯倫基爾飾，第1-2季主演）

於機場工作的機械師，為人冷靜可靠，本來只是到機上維修，卻因特雷佐劫機而成為了航班的一員。一直只想回到比利時拯救妻子，並於得知妻子已死後一厥不振，得席妮開解才重新振作，重新參與了飛機的事務，更在第4集馬修昏厥時被迫擔任副機長，而於第5集則到席妮的家開解她，並被席妮親吻。
- 蘿拉·賈洛（Laura Djalo；巴貝達·貞喬（英语：Babetida Sadjo）飾，第1-2季主演）

伏爾科夫先生的私人看護，有護士資格，與特雷佐不和，為人大愛、重視感情。於第5集在布魯塞爾的醫院替馬修進行手術。
- 賀斯特·鮑丁（Horst Baudin；文森特·隆德茲飾，第1-2季主演）

歐盟氣象學家，團隊的科學擔當，向眾人解釋伽瑪射線暴、食物和燃油的變質等概念，並在第6集讓眾人以衣服絕緣爬過電網，成功在千鈞一發之際趕到基地。
- 奧斯曼·阿齊茲（Osman Azizi；納比爾·馬拉特（法语：Nabil Mallat）飾，第1-2季主演）

機場清潔工，阿拉伯人，虔誠的回教徒，為了生計而被迫到歐洲從事低下工作。於第3集揭發阿亞兹剖開了納比爾的腹部取出寶石，並對此嗤之以鼻，認為他不配當回教徒。
- 莎拉·奧布隆斯卡婭（Zara Oblonskaya；里賈納·比基尼納飾，第1-2季主演， 死亡 ）

多明尼克的單親媽媽，俄羅斯人，因兒子要做手術而趕往莫斯科，對劫機的特雷佐非常不滿。後作為團隊的俄語翻譯，收聽無線電的對話，並成功找出位於保加利亞的基地位置。
- 多米尼克·奧布隆斯卡婭（Dominik Oblonskaya；尼古拉斯·阿萊欽飾，第1-2季主演， 死亡 ）

莎拉的兒子，身患重病。於第5集在布魯塞爾機場發現了一頭躲進背囊而生還的倉鼠。
- 加布麗葉·雷諾阿（Gabrielle Renoir；阿斯特麗德·惠特納爾（英语：Astrid Whettnall）飾，第1季主演， 死亡 ）

空中服務員，會說英語，故事初期飛機的和事人。於第2集被發覺事有蹊蹺的英國軍人們點名要求她跟來當翻譯一同到城內找無線電，進城後雅各成功將三名假軍人鎖在地下室，並立即帶她逃跑她卻因不明狀況而稍作遲疑，遭破門而出的假軍人追趕，錯失了逃跑時機，只能站在埃德森的大街上靜待死亡，死前用Instagram向伊內斯發訊息告訴大家不必為撇下她而內疚。
- 沃爾科夫（Volkov；米哈伊爾·穆塔夫夫飾，第1季常設， 死亡 ）

俄籍老人，受蘿拉照顧。於第2集誤以為弗雷迪開香檳的響聲為槍聲，而驚恐的試圖打開艙門逃跑，被阻止他的弗雷迪推倒，頭部猛烈砸中座椅扶手死亡。
- 納比爾（Nabil；亞辛·法德爾飾，第1季常設， 死亡 ）

年輕的阿拉伯人，受僱於阿亞兹，吞下寶石並打算走私回土耳其，卻因包裝手法有誤，自上機後一直冒汗和顯得不舒服，一度被理克懷疑為劫機者的同黨，後於第1集猝死，屍體葬於加拿大埃德森機場。

### 保加利亞北約基地
- 羅姆（；鮑里斯·席茲（英语：Borys Szyc）飾，第1季客串，第2季常設， 死亡 ）

北約上校，保加利亞基地負責人，波蘭人，於第1季第6集在地堡迎接眾人，後於第二季第2集被阿瓦兹和赫爾曼爭搶步槍時意外走火射殺。
- 西婭·比斯特（Thea Bessit；埃米莉·卡昂（英语：Émilie Caen）飾，第2季主演）

北約大使，法國人。
- 馬庫斯（Markus；丹尼斯·莫賈飾，第2季常設）

北約飛行員，軍階上尉，温和派，德國人，暗戀著伊內絲。
- 杰拉多（Gerardo；哈維爾·戈迪諾（英语：Javier Godino）飾，第2季常設， 死亡 ）

北約大使，法國人，外交官出身，擁有牛津大學博士學位。
- 菲利普（Felipe；喬·曼瓊飾，第2季常設， 死亡 ）

北約士兵，軍階軍士長，強硬派，西班牙人，對21號航班乘客極為不滿，認為他們是「蜱蟲」。在羅姆上校死後成為北約軍隊的實質領袖。
- 赫爾曼（Heremans；科恩·布里爾飾，第2季常設， 死亡 ）

北約士兵，強硬派，荷蘭人，菲利普的好友兼左右手。

### 俄羅斯基地
- 阿列克謝（Alexei；科恩·布里爾飾，第2季常設， 死亡 ）

俄羅斯軍人，前往保加利亞尋仇的三人小隊之首，誤以為是北約用導彈炸毀了他們的地堡。
- 維克多（Viktor；科恩·布里爾飾，第2季常設， 死亡 ）

俄羅斯軍人，阿列克謝的手下，前往保加利亞尋仇的三人小隊之一。

### 其他勢力
- 阿曼（；克萬奇·塔特勒圖飾，第2季客串）

### 其他人物
- 吉亞（；瑪莉·祖西·高絲（英语：Marie-Josée Croze）飾，第2季主演， 死亡 ）

- 克羅伊（Chlóe；勞拉·塞普爾飾，第1季常設， 死亡 ）

空中服務員，馬修的婚外情對象，懷上了馬修的孩子，並打算在這次航班到埗後才告訴馬修。起飛前因想嘔吐前往洗手間，錯過了被特雷佐劫持的航班。估計已被日光照射身亡。
- 約翰（；羅比·諾克飾，第1季常設， 死亡 ）

自稱是英國空軍機師，實為在阿富汗強姦平民和翻譯員的戰犯。於蘇格蘭機場遇上團隊眾人，並短暫上機，但阿亞兹卻在網上找到他們即將受審的新聞，因此馬修、席妮和雅各便使計將其遺落於加拿大埃德森，估計已被日光照射身亡。
- 羅傑（；埃德溫·托馬斯（英语：Edwin Thomas (actor)）飾，第1季常設， 死亡 ）

自稱是英國空軍工程師，實為在阿富汗強姦平民和翻譯員的戰犯。於蘇格蘭機場遇上團隊眾人，並短暫上機，但阿亞兹卻在網上找到他們即將受審的新聞，因此馬修、席妮和雅各便使計將其遺落於加拿大埃德森，估計已被日光照射身亡。
- 弗雷迪（Freddie；詹姆斯·麥克埃爾瓦飾，第1季常設， 死亡 ）

自稱是英國軍人，實為在阿富汗強姦平民和翻譯員的戰犯。於蘇格蘭機場遇上團隊眾人，並短暫上機。在機上調戲了嘉布麗葉，擅自開香檳飲用，更害死了沃爾科夫先生，引起眾人不滿。後阿亞兹卻在網上找到他們即將受審的新聞，因此馬修、席妮和雅各便使計將其遺落於加拿大埃德森，然而他卻成功尾隨客機，並躲到升降架，特雷佐、雅各和阿亞兹被派往貨倉解決他，弗雷迪雖試圖反抗卻仍被阿亞兹槍殺。

## 製作
Netflix於2019年9月3日公佈影集第一季6集的製作，由 傑森·喬治和原作小說作者傑西克·杜卡擔任製片人，並於9月30日開拍。
2020年4月24日於Netflix網站播放預告片，並於5月1日開始連載。由於評價正面，Netflix於7月1日宣布拍攝第二季。。

## 評價
劇集整體評價正面，於影評網站爛蕃茄獲得88%新鮮度，豆瓣評分7.7/10。

## 外部連結
- 在Netflix上觀看《絕夜逢生》
- 互联网电影数据库（IMDb）上《絕夜逢生》的资料（英文）